# Tahitian Historical Society
 (décembre 2024).
L'association Tahitian Historical Society, créée en 1925 sous la forme d'une société savante par le philanthrope Medford Ross Senior Kellum, est une des plus vieilles structures à but non lucratif de Polynésie française,. Elle assure ses missions sous le statut des associations loi 1901 depuis le 23 mai 2003. Son Président est membre de la formation mobilière de la commission du patrimoine historique de Polynésie française.

## Le Kaimiloa
En 1924, Medford Ross Kellum lança une expédition dans le Pacifique Sud à bord de sa goélette privée, Kaimiloa, avec le soutien du Bishop Museum de Honolulu. Il invita à bord un groupe de scientifiques hawaïens, dont le botaniste Gerrit P. Wilder, l’historienne Mme Wilder, l’ethnologue Kenneth Emory, ainsi que l’écrivain et illustrateur Dr. Armstrong Sperry et le Dr Stanley Ball.
La Kaimiloa, dont le nom hawaïen signifie "La longue recherche", est une goélette à quatre mâts, construite en 1900 à Alameda, Californie. Longue de 170 pieds et pesant 545 tonnes, elle avait initialement servi pendant plus de 20 ans au transport de bois et de coprah dans le Pacifique. En novembre 1923, Medford Kellum en fit l’acquisition et entreprit une rénovation complète, équipant le navire pour en faire un yacht confortable, capable de naviguer en mer pendant plus d’un an.
Le 9 novembre 1924, la Kaimiloa quitta Honolulu, marquant des arrêts à Fanning, Christmas, Malden[Laquelle ?] et Tongareva, où des recherches archéologiques furent menées. Le 1er janvier 1925, la goélette accosta à Tahiti, où l’équipe scientifique débarqua. Kenneth Emory et Armstrong Sperry prolongèrent leur séjour pour poursuivre des études archéologiques à Tahiti et aux Tuamotu.
Quelques mois plus tard, la goélette retourna à Hawaii, chargée d’artefacts précieux du Pacifique Sud : ornements en écaille de tortue sculptée, tambours de guerre recouverts de peau de requin, colliers de dents de marsouin, coiffes de barbes de vieillards, ainsi que des peaux de poisson-diable servant à gratter le parfum du bois de santal. Le butin comprenait aussi une variété de nattes, éventails et perles de toutes formes, tailles et couleurs.

## Maison Kellum
La conception de la maison s’inspire des maisons des plantations hawaïennes de l’époque. Elle a été élaborée à Honolulu, où le bois a été prédécoupé et expédié à Moorea ainsi que le mobilier acheté à San Francisco.
« Mes parents vivaient sur une petite cabane dans la baie pendant la construction de la maison près du rivage», explique leur fille Marimari Kellum, ajoutant que les Tahitiens de l’île avaient suggéré de l’implanter plus haut dans la vallée. Mais ses parents voulaient vivre près de la mer. En fait, à l’époque la route du tour de l’île, en terre, traversait ce qui allait devenir leur jardin.
La demeure elle-même, érigée sur pilotis, est une maison modeste à un seul étage, coiffée d’un toit en croupe et peinte d’un vert forêt qui se fond parfaitement dans le paysage tropical qui l’entoure. Cela n’a pas toujours été le cas : la maison était à l’origine peinte en rose.
« Ma mère a toujours voulu une maison rose », dit doucement MariMari. « Elle était très romantique. »
Comme la plupart des maisons des plantations hawaïennes, celle-ci a un revêtement extérieur en clins de bois, d’une épaisseur de planche ; il n’y a pas d’isolation. Le plafond se compose de planches de 12 m de long qui s’étendent sur toute la largeur de la maison.
La cuisine, typique de celles de l’époque du Pacifique Sud avec un poêle à bois, est située dans un bâtiment séparé situé à environ 7 m derrière la maison.
Les pièces à vivre, situées au-dessus de la terrasse couverte, évoquent l’élégance tropicale et informelle des décennies passées, en grande partie grâce au mobilier choisi par ses parents : quelques vieux bancs en bois, une chaise pliante en bois de Madagascar, une chaise en rotin à haut dossier, des coussins imprimés de motifs polynésiens, des gravures représentant les voyages de Cook autour du Pacifique Sud, des étagères en échelle de corde affichant des coquillages, un poisson en bois sculpté à la main et une petite collection de ukulélés.
Medford Ross Kellum junior, le père de Marimari a fabriqué une grande partie du mobilier, y compris de belles tables dont les pieds sont reliés par des sangles de canoë au lieu de clous. Il passait la soirée à écouter sa radio à ondes courtes dans une niche dans le salon, surnommée «Le coin du père». Un phonographe à remontage manuel offrait également un divertissement à la famille.
En plus de la pièce à vivre au style délibérément décontracté, la maison dispose de deux petites chambres et un petit bureau qui a été utilisé par Medford Ross Kellum jr.
« Je pense que c’est magnifiquement conçu« , déclare Marimari : « sans espace perdu et avec nombreux rangements, ce qui est rare pour une maison réalisée dans les années 1920 »
Tout au long de leur vie, le couple aimait recevoir. Chaque année à Noël, il organisait une grande fête à laquelle étaient conviés les enfants du village.
Les Kellum ont en grande partie résisté à la tentation de « moderniser » la maison. Le toit, à l’origine en papier goudronné puis en étain, a été remplacé par un nouveau toit en métal peint en couleur ardoise afin de mieux s’intégrer à la végétation.

## Domaine Kellum à Opunohu
Une belle parcelle de terre sur l‘île de Moorea était à vendre à la fin de la Seconde Guerre mondiale. La propriété, qui couvre près de 4 000 acres – comprenant pratiquement toute la vallée d’Opunohu, appartenait auparavant à la Société commerciale de l’Océanie, une société par actions allemande fondée en 1876 à Hambourg, dont les biens furent saisis par le gouvernement français au début de la Première Guerre mondiale. Il s’agissait d’un vaste domaine agricole, formé d’un ensemble de parcelles, de collines de basse altitude, de vallées d’une superficie d’environ 1 300 hectares. Quand elle a été mise aux enchères, Medford Ross Kellum senior était le seul enchérisseur. Ce fut son cadeau de mariage pour le jeune couple.
Un tiers de la superficie est plantée dans de cocotiers, soit environ 11 600 plants ce qui donne une production de 25 tonnes de coprah par an. Le séchoir à coprah avec four construit au milieu de la plantation permettait de sécher 280 kilos par jour. La propriété était également constituée d’un vaste pâturage dont 100 hectares clôturés arrosés par des ruisseaux. Cinquante-trois ruches de miel réparties dans toute la propriété fournissent 1 400 litres de miel et 130 kg de cire par an. De nombreux arbres fruitiers (orangers, citronniers…) étaient également plantés sur le domaine.
En 1962, la Polynésie française achète environ 90% de la propriété Kellum, soit 1 570 ha, au prix de 17,4 millions de XPF. Cet espace constitue aujourd’hui le domaine agricole d’Opunohu.